# Exathetis
Exathetis là một chi bướm đêm thuộc họ Noctuidae.